# Recopa Mineira 2020
La Recopa Mineira 2020 è stata la prima edizione di questa coppa dello Stato brasiliano del Minas Gerais organizzata dalla FMF.
Si è tenuta in gara unica allo Stadio Raimundo Sampaio di Belo Horizonte il 21 febbraio 2021 e ha visto contrapposti i campioni del Troféu do Interior del Tombense contro i vincitori del Troféu Inconfidência dell'Uberlândia.
La finale è stata vinta per 2-0 dal Tombense, che ha conquistato il titolo per la prima volta nella sua storia.

## Formula
Partita in gara unica. In caso di parità dopo i 90 minuti regolamentari sono previsti i tiri di rigore.

## Partecipanti
| Squadre    | Qualificazione                          | Partecipazioni precedenti |
| ---------- | --------------------------------------- | ------------------------- |
| Tombense   | Vincitore del Troféu do Interior 2020   | 0                         |
| Uberlândia | Vincitore del Troféu Inconfidência 2020 | 0                         |

## Tabellino
| Arbitro: | Ronei Candido Alves |

|                |           |  |
| Rubens 5’, 45’ | Marcatori |  |

| Tombense | Uberlândia |

|                 |    |                 |     |     |
|                 |    |                 |     |     |
| P               | 1  | Felipe          | 48’ |     |
| D               | 2  | David           |     |     |
| D               | 3  | Wesley          |     |     |
| D               | 4  | Matheus Lopes   |     |     |
| D               | 6  | João Paulo      |     |     |
| C               | 5  | Rodrigo         |     | 80’ |
| C               | 10 | Jhemerson       |     | 80’ |
| C               | 8  | Marquinhos      |     |     |
| A               | 7  | Keké            |     | 86’ |
| A               | 9  | Rubens          |     | 86’ |
| A               | 11 | Caíque          |     | 62’ |
| A disposizione: |    |                 |     |     |
| P               | 12 | Murilo          |     |     |
| P               | 26 | Jonathan Braz   |     |     |
| D               | 13 | Ramon           |     |     |
| D               | 14 | Moisés          |     |     |
| D               | 16 | Manoel          |     |     |
| D               | 22 | Elivelton       |     |     |
| C               | 15 | Falcão          | 85’ | 80’ |
| C               | 18 | Gabriel Lima    |     | 80’ |
| C               | 21 | Wilian          |     |     |
| A               | 17 | Matheus Paquetá |     | 86’ |
| A               | 19 | Alípio          |     | 86’ |
| A               | 20 | Rodrigo Carioca |     | 62’ |
| Allenatore:     |    |                 |     |     |
| Bruno Pivetti   |    |                 |     |     |

|                          |    |                    |     |     |
|                          |    |                    |     |     |
| P                        | 12 | Marcão             |     |     |
| D                        | 2  | Everton            | 25’ | 90’ |
| D                        | 27 | Maílson            |     |     |
| D                        | 4  | Bruno Maia         |     |     |
| D                        | 6  | Nikolas            | 61’ |     |
| C                        | 7  | Léo Martins        |     | 45’ |
| C                        | 5  | Felipe Recife      |     |     |
| C                        | 8  | Judson             |     | 45’ |
| C                        | 11 | Felipe Pará        |     |     |
| A                        | 10 | Neto               |     | 60’ |
| A                        | 9  | Deivdy Reis        |     | 60’ |
| A disposizione:          |    |                    |     |     |
| P                        | 1  | Alyson             |     |     |
| D                        | 14 | Anderson Penna     |     |     |
| D                        | 15 | Eduardo            |     |     |
| D                        | 16 | Douglas            |     | 90’ |
| C                        | 18 | Paranhos           | 80’ | 45’ |
| C                        | 20 | Luiz Carlos Medina |     | 60’ |
| A                        | 17 | Luizinho           |     | 45’ |
| A                        | 19 | Daniel             |     |     |
| A                        | 21 | Wanderson          |     | 60’ |
| Allenatore:              |    |                    |     |     |
| Antônio Carlos Guimarães |    |                    |     |     |